# ديف دوغلاس
ديف دوغلاس (بالإنجليزية: Dave Douglas)‏ هو عازف جاز وملحن أمريكي، ولد في 24 مارس 1963 في مونتكلير ‏ في الولايات المتحدة.

## وصلات خارجية
- الموقع الرسمي
- ديف دوغلاس على موقع IMDb (الإنجليزية)
- ديف دوغلاس على موقع ميوزك برينز (الإنجليزية)
- ديف دوغلاس على موقع أول ميوزيك (الإنجليزية)
- ديف دوغلاس على موقع ديسكوغز (الإنجليزية)